# Пенневиц
Пенневиц (нем. Pennewitz) — община в Германии, в земле Тюрингия.
Входит в состав района Ильм. Подчиняется управлению Лангер Берг. Население составляет 550 человек (на 31 декабря 2010 года). Занимает площадь 5,48 км².

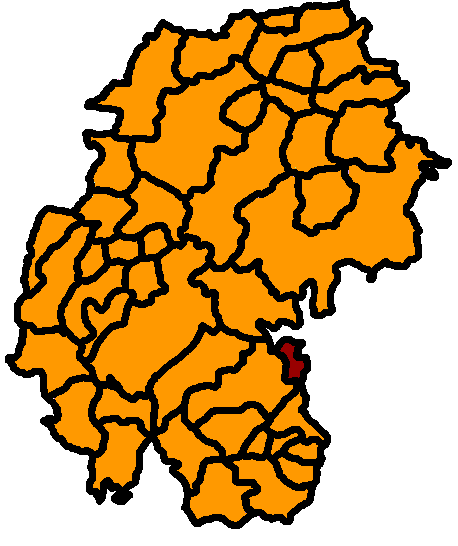
Пенневиц